# Lett útlevél
A lett útlevél nemzetközi útiokmány, amelyet Lettország bocsát ki, és amely az  állampolgárság igazolására is szolgál.

## Fizikai megjelenés
Az Európai Unió szokásos formatervezésével összhangban a lett útlevelek bordó színűek, az előlap közepén a lett címer látható. A címer fölött az „EIROPAS SAVIENĪBA” (Európai Unió) és a „LATVIJAS REPUBLIKA” (Lett Köztársaság) szavak, a címer alatt pedig a „PASE” (Útlevél) szó látható. Az lett útlevelek alján a szokásos biometrikus szimbólum található.

### Személyazonossági információkat tartalmazó oldal

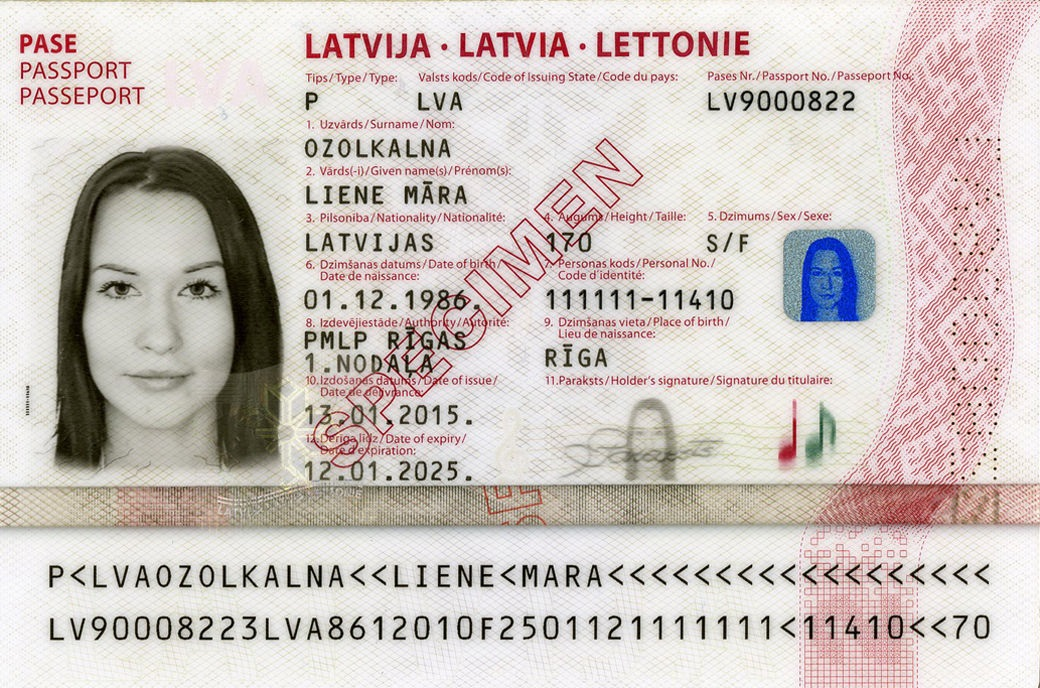
Biometrikus adatokat is tartalmazó lett útlevél adatlapja (minta fiktív adatokkal)

A lett útlevél adatlapja a következő információkat tartalmazza:
- Fotó az útlevél birtokosáról
- Típus (P)
- Kiállító állam kódja (LVA)
- Útlevélszám

1. Vezetéknév
2. Keresztnevek
3. Nemzetiség
4. Magasság
5. Nem
6. Születési dátum
7. Személyazonosító szám
8. Kiállító hatóság
9. Születési hely
10. Kiállítás dátuma
11. Tulajdonos aláírása
12. A lejárat dátuma

Az információs oldal alján található a „P<LVA” kezdetű géppel olvasható vizsgálati zóna.

### Nyelvek
A lett útlevél adatalpja lett, angol és francia nyelvű.

### Egyéb lett útlevéltípusok
Lettország az általánosan használt útlevélhez hasonló, speciális útiokmányokat alkalmaz bizonyos jogszabályban meghatározott célokra, többek között ilyen dokumentumokat állítanak ki diplomatáknak és egyes Lettországban élő külföldi állampolgároknak.

## Vízumkényszer

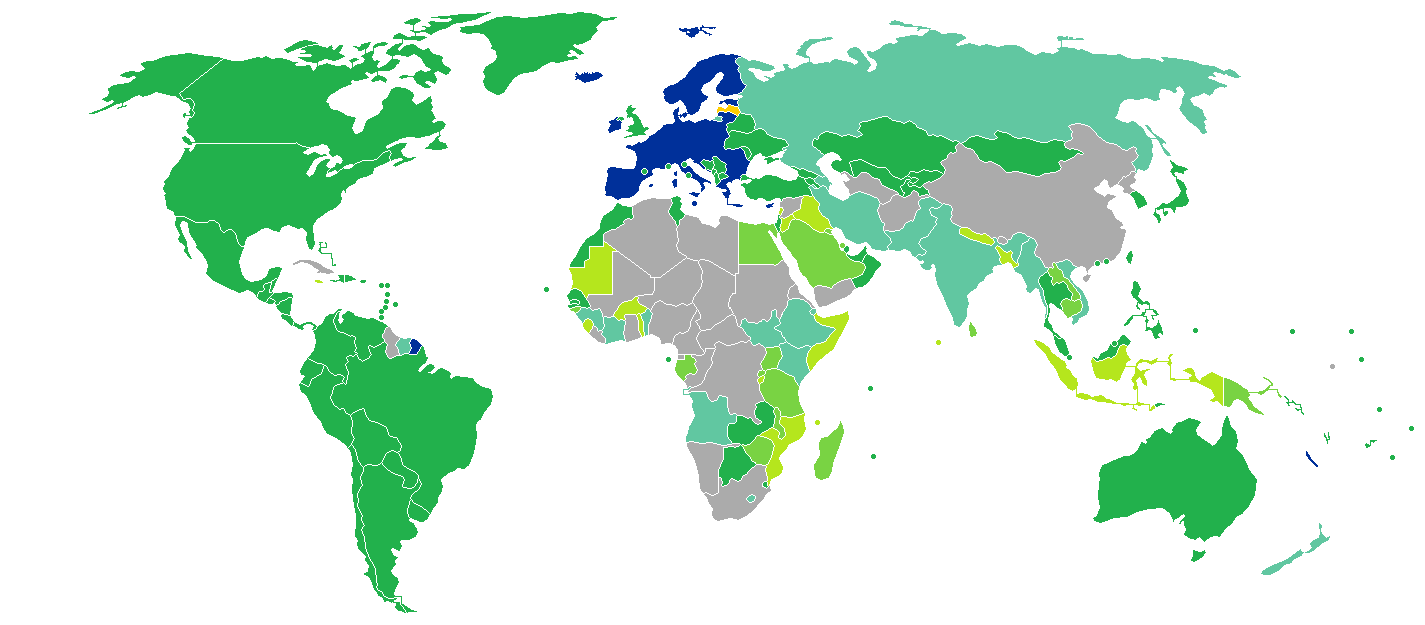
A lett állampolgárokra vonatkozó vízumszabályok
Lettország
Szabad mozgás
Nem kell vízum
Vízum érkezéskor a határon
e-vízum
Online vagy a határon érkezéskor beszerezhető vízum
Előzetes vízumkényszer

A lett állampolgárok vízumkötelezettsége más államok hatóságainak az észt állampolgárokra vonatkozó adminisztratív beutazási korlátozása. A 2020-as állás szerint a lett állampolgárok 180 országot látogathatnak meg vízum nélkül vagy az érkezéskor kiadott vízummal. A lett útlevelet a 2018-as Henley Passport Index szerint a világ 12. helyén jegyzik az utazási szabadság szempontjából. (Ugyanez a rangsor Magyarországot a 10. helyre sorolja.) A lett állampolgárok az EU-szerződés 21. cikkében biztosított szabad mozgás és tartózkodás jogának eredményeként az EU bármely országában élhetnek és dolgozhatnak.

## Fordítás
- Ez a szócikk részben vagy egészben  a   Latvian passport című angol Wikipédia-szócikk ezen változatának fordításán alapul.  Az eredeti cikk szerkesztőit annak laptörténete sorolja fel. Ez a jelzés csupán a megfogalmazás eredetét és a szerzői jogokat jelzi, nem szolgál a cikkben szereplő információk forrásmegjelöléseként.